# مارک برنال
 مارک برنال (انگلیسی: Marc Bernal؛ زادهٔ ۲۶ مهٔ ۲۰۰۷) بازیکن فوتبال اهل اسپانیا است.
وی همچنین در تیم ملی فوتبال زیر ۱۷ سال اسپانیا بازی کرده است.

## شیوه بازی
برنال یک هافبک چپ پا همه‌کاره است که معمولاً در پست هافبک دفاعی بازی می‌کند، اما در صورت نیاز می‌تواند تهاجمی تر نیز بازی کند. او فیزیک بدنی قوی و مهارت‌های عالی در پاس دادن دارد. او سربالا بازی می‌کند و می‌تواند تحت فشار به خوبی پاس بدهد.

## مصدومیت
بر اساس گزارش‌ها، برنال دچار پارگی رباط صلیبی زانوی چپ شده است و این مصدومیت می‌تواند او را برای مدت طولانی از میدان های دور نگه دارد. به حدی که دیگر نتواند در این فصل(۲۰۲۴) به میدان برود.